# Manabu Saito
Manabu Saito (齋藤 学, Saito Manabu, Kawasaki, 4 april 1990) is een Japans voetballer die als middenvelder speelt bij Kawasaki Frontale.

## Carrière
Manabu Saito speelde tussen 2008 en 2011 voor Yokohama F. Marinos en Ehime FC. Hij tekende in 2012 bij Yokohama F. Marinos.

## Statistieken
| Japans voetbalelftal | Japans voetbalelftal | Japans voetbalelftal |
| Jaar                 | Wed.                 | Dlp.                 |
| -------------------- | -------------------- | -------------------- |
| 2013                 | 3                    | 1                    |
| 2014                 | 2                    | 0                    |
| 2015                 | 0                    | 0                    |
| 2016                 | 1                    | 0                    |
| Totaal               | 6                    | 1                    |